# Договір Всесвітньої організації інтелектуальної власності про виконання і фонограми
Договір Всесвітньої організації інтелектуальної власності про виконання і фонограми (англ. World Intellectual Property Organization Performances and Phonograms Treaty) — міжнародний договір, підписаний країнами-членами Всесвітньої організації інтелектуальної власності 20 грудня 1996 року у місті Женева (Швейцарія).